# Sphenodon punctatus
Sphenodon punctatus är en kräldjursart som beskrevs av  Gray 1842. Sphenodon punctatus ingår i släktet Sphenodon och familjen bryggödlor. IUCN kategoriserar arten globalt som livskraftig. Inga underarter finns listade i Catalogue of Life.
Sphenodon punctatus är den vanligare arten av bryggödlor.
Arten förekommer endemisk i Nya Zeeland.
Arten når en längd av 50 till 80 centimeter och en vikt av cirka ett kilogram. Kroppens färg är brun till grå med några mörkare fläckar.
Individerna gömmer sig på dagen i naturliga jordhålor eller i håligheter som skapades av stormfåglar. De söker under gryningen eller natten efter föda som utgörs av insekter, maskar, snäckor, ungfåglar och fågelägg. Hanar saknar penis och parningen sker när kloaköppningarna pressas mot varandra. Honan lägger 8 till 15 ägg som kläcks efter 12 till 15 månader. Ungarna blir könsmogna när de är cirka 20 år gamla. Några exemplar når en ålder av 75 år.